# قطعنامه ۶۷۰ شورای امنیت
قطعنامه ۶۷۰ شورای امنیت سازمان ملل متحد که در تاریخ ۲۵ سپتامبر ۱۹۹۰ تصویب شد، سندی بین‌المللی دربارهٔ عراق-کویت است. این قطعنامه طی نشست ۲۹۴۳ام با ۱۴ رای موافق، ۱ مخالف و ۰ ممتنع تصویب شد.